# انتخابات مجلس نمایندگان ایالات متحده آمریکا (۲۰۱۴)
انتخابات مجلس نمایندگان ایالات متحده، ۲۰۱۴ در ۴ نوامبر سال ۲۰۱۴ برای تمامی ۴۳۵ کرسی مجلس نمایندگان ایالات متحده آمریکا برگزار شد. برندگان این انتخابات در کرسی‌های تخصیص یافته بر اساس سرشماری ۲۰۱۰ ایالات متحده آمریکا در کنگره ۱۱۴ ام آمریکا مشغول به کار خواهند بود.
جمهوریخواهان تا به اینجا ۱۶ کرسی را از دمکرات‌ها برده‌اند، در حالی که دمکرات‌ها فقط سه کرسی در اختیار جمهوریخواهان را از آن خود کرده‌اند: حوزه انتخابیه سی‌ویکم کالیفرنیا، حوزه انتخابیه دوم فلوریدا و حوزه انتخابیه دوم نبراسکا. این نتیجه بزرگترین اکثریت جمهوریخواهان در مجلس از سال ۱۹۲۸ را در اختیار آنان قرار داد.